# Долие
Долие е село в Южна България. То се намира в община Мадан, област Смолян.
Ледник Долие на Антарктическия полуостров е наименуван на селото.

## География
Село Долие се намира в планински район.